# Bernard Dubourg
Pour les articles homonymes, voir Dubourg.
Œuvres principales
- L’invention de Jésus (1987-1989)

Bernard Dubourg (20 août 1945 – 20 décembre 1992) est un écrivain français, agrégé de philosophie en 1968. Il est notamment l'auteur de poèmes, publiés dans Tel Quel et dans la revue PO&SIE, d'une adaptation française des traités de M. Gaster et J. A. Montgomery sur les Samaritains (Éd. O.E.I.L., 1984 et 1985), et d'une traduction commentée du traité kabbalistique Sefer Yetsirah. Il est surtout connu pour le livre L'Invention de Jésus, ouvrage en deux volumes, publié par les éditions Gallimard, dans la collection L'Infini, que dirige Philippe Sollers (tome I, L'Hébreu du Nouveau Testament, 1987 ; tome II, La Fabrication du Nouveau Testament, 1989). À sa mort, il travaillait à une suite de ce projet, centrée sur l'Apocalypse de Jean.

## La poésie
Dubourg a été en contact avec le poète anglais J. H. Prynne (en) dont il a traduit certains poèmes, et, à travers lui, avec les poètes du British Poetry Revival, en particulier ceux du groupe de Cambridge, parmi lesquels Anthony Barnett. C'est par Prynne que Dubourg a pris connaissance de l’étude de John-Turner Marshall (1850-1923), érudit anglais, auteur de « The Aramaic Gospel ». Marshall défendait la thèse d'un original des Évangiles en araméen et posait le problème de la rétroversion ; ces questions inspireront L'Invention de Jésus.

## L'Invention de Jésus
Dès 1981, en note finale de Un coup de vasistas sur Judas (voir plus bas, bibliographie), Dubourg signalait « l'urgence d'un travail dont [il s']étonne qu'il n'ait pas encore été systématiquement entrepris. Il faut construire une rétroversion hébraïque du texte grec des évangiles et, une fois cette rétroversion accomplie, discuter du sens ou des sens du texte hébreu ainsi obtenu : l'original ».
L’Invention de Jésus veut donc démontrer que le corpus néotestamentaire dérive d'originaux hébreux et que les matériaux conduisant aux Évangiles auraient été composés selon les seules procédures traditionnelles du midrash. Leurs auteurs auraient entrepris une véritable « fouille » de la Bible hébraïque, pour en rechercher les implications eschatologiques, c'est-à-dire pour comprendre comment, « à la fin des temps », seraient « accomplies les Écritures », par la conversion des païens et par la venue du Messie. Dubourg, se fondant sur les hébraïsmes du texte grec, affirme que l'original a été écrit en hébreu puis traduit littéralement en grec. Pour le prouver, il procède à une « rétroversion » vers l'hébreu de divers passages des Actes des Apôtres et des Évangiles, dont le Prologue de l'évangile selon Jean, et utilise également la gématrie, technique d'exégèse par le calcul, issue de l'ordre alphabétique de l'alphabet hébreu. Il juge le résultat linguistiquement bien plus cohérent que le texte grec. Dans cette optique, Jésus et Paul de Tarse seraient ainsi deux « inventions », au sens de deux découvertes, du midrash. Les premiers chrétiens seraient des Juifs messianistes, dont divers types (« sectes ») ont pu se développer dès la traduction de la Septante, deux siècles avant l'ère chrétienne.
Dubourg cite notamment :  
- Matthew Black (1908-1995), professeur de critique biblique à l'Université de St Andrews en Écosse, auteur de An Aramaic Approach to the Gospels and Acts (1967), au sujet duquel Dubourg précise que « le titre même de l’ouvrage qu’il écrivit sur cette question  montre qu’il s’est trompé de cible : non seulement il continue de croire, malgré cependant quelques doutes de détail, trop vite écartés, que le grec du Nouveau Testament est originel, mais il opte pour un examen de l’araméen — et non de l’hébreu — comme source sporadique éventuelle (seulement sporadique, et seulement éventuelle !). Néanmoins ce livre — comme les articles de J. T. Marshall parus au début du siècle — a l’avantage de donner une idée du socle sémitique des Évangiles et des Actes (car les Actes aussi, ceux dits de Luc, ont été selon moi originellement et majoritairement écrits en hébreu)[3] » ;
- Paul Vulliaud, artiste peintre et auteur d'ouvrages sur l'ésotérisme[4], auquel il emprunte l'importance accordée à la Kabbale juive et aux calculs gématriques, et dont il renvoie à la liste de tournures sémitiques dans le texte du Nouveau Testament ; cette filiation fait de Dubourg un continuateur de la Kabbale chrétienne ;
- Claude Tresmontant, auteur controversé du Christ hébreu (1983), qui défend la thèse d’un original hébreu du Nouveau Testament. À son propos Dubourg déclare : « Mes propres recherches datent de 1980-1982. Les démonstrations de C. Tresmontant ne doivent rien aux miennes, et vice-versa ; par des voies différentes, à tout le moins indépendantes, nous en sommes arrivés à la même conclusion concernant la langue originelle des Évangiles. »

Sur ce point, Dubourg conclut (L'Invention de Jésus, tome 1, p. 272) : « Les rédacteurs néo-testamentaires, en écrivant en hébreu, savent qu'ils travaillent sur la langue sacrée-divine de la Torah ; mais ils savent aussi qu'ils travaillent sur une langue double, à la fois exotérique et ésotérique. Ils la travaillent donc à la fois en clair et dans le cadre de ses modes opératoires traditionnels (kabbalistiques, au sens étymologique du terme) ».

### Exemple de la méthode de Dubourg
Dubourg applique sa méthode argumentative au fameux Prologue de l'évangile selon Jean.
Pour ses calculs gématriques, Dubourg utilise à la fois la gématrie classique et la « gématrie par rang », qui fait correspondre aux lettres non pas les valeurs de la gématrie classique, mais leur rang dans l'alphabet. Chaque mot a pour valeur la somme des valeurs des lettres qui le composent.
Il fait d'abord observer qu'en hébreu, le premier verset de la Genèse (« Au commencement, Dieu créa les cieux et la terre ») a pour valeur gématrique (classique) 913 + 203 + 86 + 796 + 703 = 2701 = 37 x 73. Il donne ensuite sa propre traduction (« rétroversion ») en hébreu du début du prologue de Jean (« Au Commencement est le Verbe, et le Verbe est auprès de Dieu, Et Dieu est le Verbe, Lui est au Commencement auprès de Dieu »), à laquelle il trouve aussi une valeur gématrique de 2701 = 37 x 73. Il fait observer que 37 et 73 sont les deux valeurs gématriques (« par rangs » et classique) du mot Chokmah, Sagesse, et de quelques autres.
Selon Dubourg, cette « équivalence entre les deux textes n'a rien à voir avec une « allusion » ou un « renvoi ». Elle est un exemple entre tant d'autres des travaux arithmétiques dont sont truffés les textes du Nouveau Testament ». Il en conclut à la validité de sa rétroversion.

## Réception et prolongements

### Réception dans le milieu savant

#### Dans le milieu spécialiste
Publié par la collection « L'Infini » de Gallimard, L’Invention de Jésus n'a obtenu aucune réception dans le milieu universitaire et n'a pas été traduit, pas plus que les thèses de Dubourg n'ont été ni commentées, reprises ou critiquées par les spécialistes des études bibliques, tant laïques que religieux. Elles se heurtent au consensus universitaire sur l'analyse philologique et historique des textes du Nouveau Testament, ainsi que sur l'histoire de leur composition et celle des premières communautés chrétiennes.
L'usage d'une méthode de rétroversion en guise de preuve est contestée, comme chez Tresmontant. En ce qui concerne la langue originelle des textes du Nouveau Testament, la thèse la plus reconnue actuellement est qu'ils ont été composés et écrits initialement en grec. Aucun fragment en hébreu du Nouveau Testament n'a été retrouvé (les versions en hébreu du Nouveau Testament sont des traductions postérieures à partir du texte grec). Les plus anciens manuscrits sont en grec (que les chercheurs identifient au grec hellénistique appelé Koinè) contenant de nombreux araméismes et hébraïsmes. De nombreux chercheurs ont travaillé et mis en évidence les liens entre l'Ancien Testament et le Nouveau Testament et les nombreuses citations de l'Ancien Testament dans les Évangiles.
Si le caractère historique du détail des événements relatés par les Évangiles est largement remis en cause, l'existence même de Jésus est très généralement admise par les chercheurs s'appuyant sur les sources ecclésiastiques . Celle de Paul ne fut remise en question qu'une seule fois par le Radikal Kritik au tout début du siècle ; le consensus savant actuel considère ces argumentations comme de l'hypercriticisme.
En ce qui concerne la gématrie, elle servait initialement (à partir du VIIe ou VIIIe siècle av. J.-C.) de technique de vérification des copies par les scribes et n'a pas de rapport avec le midrash qui est un genre littéraire homilétique. Selon la critique historique, ce ne serait qu'au XIIIe siècle qu'elle devient avec Abraham Aboulafia technique du souffle et voie de l'extase (Tserouf), et une méthode herméneutique avec Raymond Lulle, et ce bien qu'on ait donné traditionnellement à ces utilisations une origine ancienne. L'usage interprétatif qu'en fait Dubourg serait donc anachronique (les théories reçues plaçant la rédaction des évangiles entre la fin du Ier et le début du IIe siècle). Cet usage interprétatif s'inscrirait dans la tradition des milieux ésotérisants, des chrétiens Raymond Lulle et Pic de la Mirandole, aux occultistes du XIXe siècle,[réf. à confirmer],.
De façon générale, Dubourg moque les spécialistes, sans les nommer (sauf Alfred Loisy qualifié d'« historiciste »), traitant de « grécistes » les partisans du grec comme langue originelle des Évangiles.

#### En dehors du milieu spécialiste
Le sociologue des religions Jean-Louis Schlegel, dans sa note de lecture Invention de Jésus et hallucinations exégétiques, parue dans la revue Études en 1987, parle d'« interprétations délirantes ».
Quelques auteurs, hors du milieu des spécialistes, citent les travaux de Dubourg, sans aller jusqu'à reprendre sa théorie que Jésus et Paul seraient des personnages imaginaires créés selon les « procédés du midrash » à partir des textes de l'Ancien Testament :
- Dans son ouvrage La Résistance au Christianisme, le romaniste et ancien situationniste Raoul Vaneigem, qui s'oppose en athée à la vision apologétique de l'histoire des origines du christianisme, le place parmi ceux qui ont remis  en question la valeur historique des récits du Nouveau Testament et répète la thèse de Dubourg pour la présence d'« éléments midrashiques révélés par une rétroversion du texte en hébreu[19] ».
- Le linguiste Henri Meschonnic, qui ne reprend pas les thèses de Dubourg sur l'écriture originale du Nouveau Testament en hébreu ni de l'invention littéraire de Jésus, affirme que « Dubourg a montré à profusion, dans L’Invention de Jésus I, l’hébreu du Nouveau Testament (Gallimard, 1987), que l’hébreu est « sous le grec »[20] ».
- Les réalisateurs et écrivains Gérard Mordillat et Jérôme Prieur[21] présentent, parmi d'autres, quelques-unes des hypothèses étymologiques et midrashiques de Dubourg[22] (sans en reprendre la thèse globale — aucun des chercheurs interrogés dans leur documentaire Corpus Christi et L'Origine du christianisme ne cite Dubourg ni ses thèses).

### Réception et prolongement chez d'autres auteurs
- Pour son éditeur Philippe Sollers, en 2007, le livre de Dubourg « d'une importance capitale » a été l'objet d'un « enfouissement absolu » dû « à la coalition de toutes les ignorances[23]. Les sites liés à Sollers se réfèrent volontiers à Dubourg[24].
- L'essayiste Roland Tournaire[25] se réfère volontiers à Dubourg.
- Le chanteur et essayiste Lionel Rocheman, dans son Jésus, énigmes et polémiques (éditions Grancher, 2000), où il est question des mythistes, des mythologues, du modernisme catholique et des découvertes archéologiques de Qumran et de Nag-Hammadi, juge que, sous un ton exagérément pamphlétaire, les thèses de Dubourg méritent d'être discutées.
- Le romancier et essayiste Stéphane Zagdanski soutient ces thèses[26].

Des continuateurs de Dubourg dans l'« élaboration midrashique » des évangiles sont Maurice Mergui (qui applique aussi ces théories aux textes apocryphes et gnostiques), Sandrick Le Maguer et Nanine Charbonnel, qui qualifie ces thèses d'une invention midrashique des personnages du Nouveau Testament d'« absolument remarquables ».
Les thèses de Dubourg sont reprises également dans les milieux athées militants.

## Publications
- 25 poèmes, Paris, Éditions de la Grisière, coll. Balises, 1971
- Poèmes 70-74, Éditions COOF, 1975
- Digest sur Prynne, in Prospice 7, 1977
- Oripeau clinquaille, traduction de Brass de J. H. Prynne (1971), PO&SIE no 3, 1977
- Cinq thèmes avec victimes incognito, Æncrages & Co. no 2, 1979
- À partir de dorénavant ?, PO&SIE no 11, 1979
- Du nouveau dans la guerre des clans, traduction de News of Warring Clans de J. H. Prynne (1977), Banana Split no 4, 1981
- Coule sang (traduction d’Anthony Barnett), Digraphe no 25, printemps 81, 1981
- Un Coup de vasistas sur Judas, PO&SIE no 17, 1981, republié sous le titre « À propos de Judas » dans L'Infini, N° 110, 2010, p. 75-105.
- Sepher Yetsira, Tel Quel no 91, printemps 1982
- L'Hébreu du Nouveau Testament, Tel Quel no 91, printemps 1982
- Pierre et Fils chez Flavius, PO&SIE no 22, 1982
- Quatrième Thème (poème), Action poétique no 88, été 1982
- Ce que je sais du Sepher Yetsira, Tel Quel no 93, automne 1982
- Les Samaritains, Histoire et doctrines, traduction de The Samaritans: their History, Doctrines and Literature (1923) de Moses Gaster, O.E.I.L., 1984
- Les Hommes du Garizim, traduction de The Samaritans (1907) de J. A. Montgomery, O.E.I.L., 1985
- Recherche sous Jean I, 1-2, L’Infini no 9, hiver 1985
- Massepain (J. H. Prynne, Marzipan ; B. Dubourg & J. H. Prynne, Massepain), Poetical Histories no 2, Cambridge, 1986
- De la supériorité des femmes, traduction de Declamatio de nobilitate et praecellentia foeminei sexus de Heinrich Cornelius Agrippa (1529), Paris, Dervy-Livres, coll. Théosophie Chrétienne, 1986
- L'Invention de Jésus, tome I : L'Hébreu du Nouveau Testament, L'Infini, 1987
- L'Invention de Jésus, tome II : La Fabrication du Nouveau Testament, L'Infini, 1989
- Poèmes de cuisine (J. H. Prynne , Kitchen Poems ; B. Dubourg & J. H. Prynne, Eric Pesty, 2019)